# Вакцинација
Вакцинација или цепљење (ијек. цијепљење) је вид вештачке имунизације или поступак уношења узрочника болести или њихових делова у организам људи са циљем да се код њих активно индукује протективни имунски одговор или реакција имунског система и развије отпорност на одређени патоген, слична оној која се стиче природним путем у случају обољевања и тиме спречи развој болести у случају накнадног излагања људског организма том патогену. Захваљујући вакцинацији против заразних болести сачувано је више живота него иједном другом интервенцијом за заштиту здравља, уколико се изузме снабдевање хигијенски исправном водом за пиће.
Успешност вакцинације, или стварање имунског одговора организма на одређену вакцину зависи од многих фактора, укључујући врсту вакцине, узраст и имунизациони статус примаоца. Препоруке које се односе на вакцинацију зависе од ризика обољевања у одређеном животном добу, узрасно специфичног ризика за компликације, узрасно специфичног одговора на вакцинацију и могућег укрштања са пасивно пренетим антителима мајке.
На резултате вакцинације у многоме зависи и става становништва једне популације према њеном значају, и поштовању рокова - плана вакцинације, јер дете које не прими све дозе вакцина у складу са Календаром имунизације, неће створити отпорност због незрелости свог одбрамбеног система, тако да дете може да оболи, са непредвидљивим последицама по њега самог и друштвену заједницу у целини.
И док се тренутно вакцинација спроводи углавном провереним вакцинама против различитих вирусних и бактеријских инфективних болести, постоје и друге вакцине које су у развоју не само против неких важних заразних болести већ против хроничних неинфективних болести као што је рак (тумор).

## Историјат развоја имунизације
Термин вакцина води порекло од латинске речи vacca (крава), на основу чињенице да је прва забележена успешна вакцинација (против великих богиња) спроведена вирусом крављих богиња, или вирусом вакциниом Едварда Џенера 1796.
Од прве Џенерове вакцине у 18. века, до данас је развијен велики број вакцина и програма вакцинације. То је на светском нивоу довело до искорењавања (ерадикације) великих богиња и драстичног смањења инциденце многих других заразних (инфективних) болести (нарочито у развијеним земљама света). Тиме је медицина остварила једно од највећих достигнућа у имунологији и медицини уопште.
 

Први случај вакцинације у Србији десио се 1826. у Крагујевцу, на двору књаза Милоша где, је по књажевом налогу вакцинисан његов трогодишњи син, будући кнез Михаило.
| Вакцина              | Пре увођења (година) | После увођења (година) |
| -------------------- | -------------------- | ---------------------- |
| Дифтерија            | 175.885 (1922)       | 1 (1998)               |
| Хемофилу инфлуенце Б | 20.000 (1982)        | 54 (1998)              |
| Велики кашаљ         | 147.271 (1925)       | 6.279 (1998)           |
| Мале богиње          | 503.282 (1962)       | 89 (1998)              |
| Заушке               | 152.209 (1968)       | 606 (1998)             |
| Велике богиње        | 48.164 (1904)        | 0 (1998)               |
| Рубеола              | 47.745 (1968)        | 345 (1998)             |

## Основни принципи вакцинације
Вакцинација се заснива на принципу излагања појединца патогену или неком његовом делу или продукту (нпр токсина), обично измењеном тако да може да изазове имунски одговор код вакцинисане особе, али не и болест. Из овог поступка произилази и главни циљ вакцинације која има задатака да индукује стечени имунски одговор на одређени патоген (или његов продукт) и да у организму вакцинисан особе створи имунолошку меморију на тај патоген кроз индукцију дугоживећих плазма ћелија и меморијских Т- и Блимфоцита.
Пошто је за развој имунолошке меморије неопходно време, учинци вакцинације нису ефикасне одмах по давању вакцине (за разлику од имуноглобулина који имају тренутно дејство), али је зато је индуковани имунитет дуготрајан (обично траје годинама, некад и доживотно).
Већина савремених вакцина остварује своју заштиту превасходно кроз индукцију Т-зависног хуморалног одговора, или високоафинитетних неутралишућих антитела која делују протективно тако што инхибирају везивање патогена за ћелије домаћина и покрећу неке од одбрамбених ефекторских механизама, као што је на пример активација комплемента. Са друге стране, већина вакцина не индукује снажан одговор ЦД8 + цитотоксичних Т-лимфоцита, вероватно због тога што се егзогени протеини који у ћелије доспевају споља не презентују ефикасно у склопу МХЦ молекула прве класе.
Међутим, неке вакцине (превасходно живе вирусне вакцине) могу поред хуморалног да индукују и цитотоксичан одговор, док неке друге вакцине (полисахаридни вакцине против пнеумокока и менингокока) делују тако што индукују Т-независни хуморални одговор на капсуларне полисахаридни антигене.
Вакцине се, по правилу, дају превентивно, пре излагања човека инфективном агенсу природним путем (вакцинација се најчешће обавља у најранијем животном добу), али код болести које имају дугу инкубацију могуће је и њихово давање након експозиције, као што је то случаја код вакцинације против беснила после уједа оболеле животиње. Такође постекспозиционо давање вакцине може да буде ефикасно ако се примени заједно са специфичним имуноглобулинима (нпр након убода на иглу контаминирану крвљу са вирусом хепатитиса Б).
Што се тиче начина извођења вакцинације, највећи број вакцина се даје у виду убризгавања, али постоје и вакцине које се дају преко мукозе дигестивног (нпр. Оралне вакцине против полиомијелитиса и ротавируса) или респираторног тракта (нпр. Назална вакцина против инфлуенце). Предност оралних и назалних вакцина је у томе што имитирају природан пут инфекције и доводе до продукције мукозних ИгА који могу да неутралишу патогене већ на улазним вратима у организам.

## Ефективност вакцинације
Ефективност вакцинације мери се:
- праћењем обухвата вакцинацијом,
- кретањем инциденције одређеног обољења,
- упоређивањем ризика у обољевању вакцинисаних и невакцинисаних особа,
- израчунавањем стопа инциденције обољења за невакцинисане и вакцинисане,
- сагледавањем учесталости и тежине клиничке слике код вакцинисаних у односу на невакцинисане особе.[12]

У домену примене вакцина стално се преиспитују ставови у пракси, под утицајем открића нових вакцина или принципа заштите као и измена у епидемиолошким карактеристикама одговарајуће болести.
Сваки прекиди у континуитету спровођења имунизације због недостатка вакцина, али и одбијање имунизације и антивакцинални лоби, довели су у питање одрживост достигнутих циљних вредности обухвата вакцинама према националном програму имунизације Светске здравствене организације. И поред свих настојања здравствене службе тренд смањења обухвата вакцинацијом се хронично одржава. То ствара услове за нагомилавање осетљиве популације и епидемијско јављање заразних болести, што се нажалост догодило у многим земљама Европе, укључујући и смртне исходе од малих богиња и рубеоле нпр. у Србији с краја 2010-тих година. Таквим понашањем се не доводи само у питање достизање елиминације заразних болести у предвиђеном року, према препорукама Светске здравствене организације, већ се и увећава смртност одређених категорија становништва.

## Вакцине

### Шта садрже вакцине?
Вакцине у себи имају поред активних састојака и додатке.
Активни састојак
Вакцине, као активни састојак, имају исте оне бактеријама и вирусе или њихових делова који изазивају инфекцију. Ове бактерије и вируси у вакцини су или умртвљени или ослабљени и безопасни микроорганизми за примаоца од којих се он неће разболети.
Додаци
Вакцине могу да садрже и разне додатке, чија количина је врло ниска и у складу је са међународно препорученим количинама, тако да додаци не проузрокују значајне здравствене проблеме код вакцинисане особе. Међу додатке спадају:
- мале количину конзерванса која штити вакцину од загађења,
- додаци који омогућавају да активни састојци вакцине буду добро распоређени у растварачу,
- мале количине соли алуминијума које помажу организму вакцинисане особе да боље одговори на вакцину стварањем антитела.

### Услови које треба да испуни вакцина
Свака вакцина, да би била квалитетна и могла масовно да се употребљава, треба да испуни одређене услове:
| Услов                           | Особине |
| ------------------------------- | --- |
| Да је ефикасна                  | Пре свега, вакцина треба да буде ефикасна (да код велике већине вакцинисаних особа индукује протективан имунски одговор) и безбедна (не сме да доведе до обољевања или тешких нежељених дејстава).                                   |
| Да индукује целуларни одговор   | Да поред хуморалне индукује и целуларну имуност, или да активира цитотоксичне Т-лимфоците, што је нарочито важно за интрацелуларне патогене.                                                                                         |
| Да је безбедна                  | Безбедније вакцине су инактивне и субјединичне. Међутим оне обично индукују слабији имунски одговор. |
| Да индукује дуготрајни имунитет | Добра вакцина треба да индукује дуготрајан имунитет, чиме се избегава или смањује на најмању могућу меру потреба за њеном поновном применом.                                                                                         |
| Да је практична                 | Свака вакцина треба да испуни и неке практичне захтеве: да је стабилна (да може лакше да се транспортује и дуже да траје), да се лако примењује (предност оралног и назалног давања у односу на убризгавање), да није скупа и друго. |

### Недостаци безбеднијих вакцина и како их решити?
Како у начелу, безбедније вакцине (као што су инактивисани и субјединичне) обично индукују слабији имунски одговор. Тај недостатак у одређеној мери може се превазићи на два начина:
Ревакцинацијама
Већина безбеднијих вакцина се даје у већем броју доза током дужег временског периода (ревакцинације).
Адјувенсима
Додањем адјуванса повећа се имуногеност. Сматра се да адјуванси делују тако што стимулишу урођену имуност преко накупљања антиген-презентујућих ћелија, повећавања експресије костимулатора на њима и продукцију цитокина, чиме се стимулише и стечени имунски одговор на антигене присутне у вакцини.
Међутим адјувенс има и нека нежељена дејства која могу да доведу до инфламаторног одговора на месту уноса вакцине.

### Имунски одговор организма након вакцинације
Вакцине делују у већини случајева, али не у свим, већ у проценту од 90 до 99% случајева. Вакцинисане особе су заштићена од ових болести, али код неких не долази до стварања имунитета. То је један од разлога због којих би требало вакцинисати сву новорођену децу, јер код особе код које није дошло до позитивног одговора на вакцину, она је заштићена само уколико је висок проценат становништва из његовог окружења вакцинисан, а такође невакцинисана особа може да зарази другу особу која није вакцинисано, али не ону које је успешно вакцинисана.
| Вакцина      | Проценат вакцинисане деце која су стекла имунитет након добијања потребног броја доза вакцине |
| ------------ | --------------------------------------------------------------------------------------------- |
| BCG          | до 80%                                                                                        |
| Дифтерија    | 95%                                                                                           |
| Хиб          | 95—100%                                                                                       |
| ММР          | 95%                                                                                           |
| Полио        | 95%                                                                                           |
| Тетанус      | скоро 100%                                                                                    |
| Велики кашаљ | 80—85%                                                                                        |
| Хепатитис Б  | 98%                                                                                           |

## Последице које могу настати код невакцинисаних особа
Уколико дете не добије вакцину, код њега се може јавити једна од следеће могућности:
1. Ако невакцинисана особа никада не буде изложено узрочницима заразних болести — ништа се неће десити.
2. Ако невакцинисана особа буде изложено узрочницима било које од заразних болести — постоји велика вероватноћа да ће се од те болести и разболети. У том случају може да се деси да таква особа:
  - добије блажи облик болести и мора да одлежи неколико дана;
  - добије тежи облик болести и мора да иде у болницу или чак умре.[15]
3. Код невакцинисане особе — постоји већа опасност да оболи од заразних болести када буде старије, а клиничка слика тих болести је озбиљније код адолесцената и одраслих него код деце (мада то не важи код свих заразних болести - негде је код деце клиничка слика тежа).[а]
4. Невакцинисана особа би могла — да зарази осталу децу и одрасле који нису заштићени. Многи од њих би могли тешко да оболе, а код неких може да дође и до смртног исхода.
5. Невакцинисана особа у биолошком тероризму — представља велики безбедносни ризик и реалну опасност јер, јер је изложена највећем ризику од инфекције засноване на злоупотреби и употреби патогених микроорганизама и њихових продуката у војне и терористичке сврхе. Према томе не сме се заборавити да патогени микроорганизми, поред свог природног потенцијала да деструктивно делују, могу бити и намерно и ненамерно употребљени од стране човека за деструкцију људи, животиња, биљака и животне средине.[16]

## „Погрешне” контраиндикације
Наведена вакцинације се често у пракси изостављају (или одлажу на неодређено време и на крају се заборављају), јер се на одређене околности погрешно гледа као на контраиндикацију за вакцинацију. Према мишљењу Института Роберта Кох, ова стања не захтевају привремено одлагање вакцинације:
- баналне инфекције, чак и ако их прати блага грозница (до 38,5 °C),
- Фебрилни напади у историји пацијента,
- Узимања антибиотика,
- Имунодефицијенција (неке живе вакцине су изузетак; међутим, уопште, имунокомпромитирани људи су посебно зависни од заштите вакцинацијом)
- Хроничне болести (код којих је вакцинација посебно важна).

## Противници вакцинације
Људи који углавном одбацују или не одобравају вакцинацију називају се противницима вакцинације. Они то чине из религиозних разлога или се плаше наводног „оштећења организма вакцином“. Док неки противници вакцине иду толико далеко да сумњају да иза вакцинације стоји организована завера, а други и поред јасних научних доказа негирају постојање или патогеност вируса.
„Аргументи” догматских противника вакцинације научно су оповргнути, а саму појаву научна јавност се сматра теоријом завере, менталном болешћу и обликом негирања науке.
Светска здравствена организација сврстава противнике вакцинације међу десет светских ризика по здравље човечанства.